# Max von Philipsborn (Landrat)
Maximilian „Max“ Joseph Bernhard Bertold Theodor Paul von Philipsborn (* 25. Juni 1891 in Koblenz; † 10. Oktober 1973 in Uster bei Zürich) war ein deutscher Verwaltungsjurist, Landrat des Kreises Anklam und Bibliothekar in Weimar.

## Leben und Wirken
Max von Philipsborn war Sohn des Regierungspräsidenten Ernst von Philipsborn und der Josephe von Meibom (* 1869; † 1945), Tochter eines Oberstleutnants. Er selbst studierte Rechtswissenschaften und wurde 1912 Gerichtsreferendar, 1913 Regierungsreferendar und 1921 Regierungsassessor bei der Regierung in Kassel und anschließend im Innenministerium. 1922 arbeitete er im Berliner Polizeipräsidium, 1923 beim Landratsamt in Teltow mit Sitz in Berlin. Er wurde 1924 Regierungsrat beim Regierungsbezirk Stralsund und 1926 bei Oberpräsidenten der Provinz Pommern in Stettin. 1927 wurde er Landrat in Anklam. 1928 äußerte er sich wider der Parteipolitik. Am 28. September 1932 wurde er in den einstweiligen Ruhestand versetzt. Er war Aufsichtsratsvorsitzender der Mecklenburg-Pommerschen Schmalspurbahn AG. Anfang 1933 ist der Landrat a. W. dennoch Polizeidezernent am Regierungspräsidium Hannover, und hat mehrfach beruflich Kontakt mit der Gestapo. Zeitweilig war er Ende der 1930er Jahre beim Regierungspräsidium Trier wieder tätig, schied dann 1939 zwischenzeitlich aus dem Dienst. Im Sommer erfolgte aber seine Überweisung an die Regierung zu Frankfurt/Oder. Geführt wurde er amtlich als Landrat z. D. 1940 war er Mitglied beim Oberversicherungsamt mit Sitz in Frankfurt (Oder). Dort war Philipsborn mindestens bis 1942 tätig.
Nach Ende des Zweiten Weltkrieges trat er der 1945 gegründeten Liberaldemokratischen Partei Deutschlands (LPD) bei wurde leitender Bibliothekar an der Thüringischen Landesbibliothek in Weimar. Dort folgte er im November 1945 dem verstorbenen Leiter Paul Ortlepp im Amt. Philipsborn war hauptsächlich damit beschäftigt, die Betriebsabläufe zu reorganisieren, die Neuordnung der Magazine nach den angeordneten Aussonderungen sowie eine Bestandsrevision vorzunehmen, Konfiszierungen durch die sowjetische Besatzungsmacht zu verhindern und ausgelagerte Bestände nach Weimar zurückzuführen. Die Tatsache, dass Philipsborn nicht immer konform mit den Ansichten der sowjetischen Besatzer war und entsprechend agierte, führte bereits am 6. Dezember 1948 zu seiner sofortigen Dienstentlassung. Sein Nachfolger wurde 1948 Bruno Kaensche, der bis 1953 im Amt war. Die Familie zog später in die Schweiz, Lieselott von Philipsborn lebte als Witwe dann in Stuttgart.

## Familie
1922 hatte er in Berlin seine Frau Lieselott Freiin von Welczeck (* 1903; † 1974) geheiratet, Tochter eines Offiziers. Das Ehepaar hatte zwei Söhne. Johannes-Ernst starb als Fahnenjunker-Unteroffizier 1942. Der jüngere Sohn Wolfgang-Dietrich (1929–2017) wurde Professor für Chemie und gründete 1963 mit Heidi Wild eine Familie, sie haben zwei Söhne und leben in der Schweiz.